# Leptanilla hunanensis
Leptanilla hunanensis  (лат.) — вид мелких муравьёв рода Leptanilla из подсемейства Leptanillinae (Formicidae). Ориентальная область.

## Распространение
Встречается в Восточной Азии: Китай, Hunan, горы Yuelu.

## Описание
Мелкого размера муравьи жёлтоватого цвета (1-2 мм). Жвалы с 3 зубцами. Длина головы (HL) 0,25 мм, ширина головы (HW) 0,18. Усики 12-члениковые. Скапус усиков короткий (короче головы). Голова субпрямоугольная с почти параллельными боками. Клипеус спереди выпуклый. Метанотальная бороздка развита. Стебелёк между грудкой и брюшком состоит из двух узловидных члеников (петиоль и постпетиоль)
.